# Pădureni (okręg Sybin)
Pădureni – wieś w Rumunii, w okręgu Sybin, w gminie Slimnic. W 2011 roku liczyła 3 mieszkańców.